# Station Vaires-Torcy
Station Vaires-Torcy is een spoorwegstation aan de spoorlijn Noisy-le-Sec - Strasbourg-Ville. Het ligt in de Franse gemeente Vaires-sur-Marne.

## Geschiedenis
Het station werd op 12 januari 1898 geopend, vanwege de groei van het toen nog kleine dorp Vaires. Tussen 2001 en 2003 is het station grondig verbouwd, het kreeg toen onder andere een nieuwe, uit hout gemaakte passerelle tussen de noordelijke en zuidelijke ingangen van het station.

## Diensten
Op het station stoppen treinen van Transilien lijn P tussen Paris-Est en Meaux.

## Reizigersaantallen
Per dag maken zo'n 3000 reizigers gebruik van het station.

## Trivia
Vlak buiten het station begint de LGV Est. Mede daarom rijden de hogesnelheidstreinen met 220 km/h door het station. De perrons zijn daarop aangepast: Er zijn twee middenperrons aan de buitenste vier sporen, waardoor er geen perron ligt aan de middelste sporen welke naar de hogesnelheidslijn leiden.

## Galerij

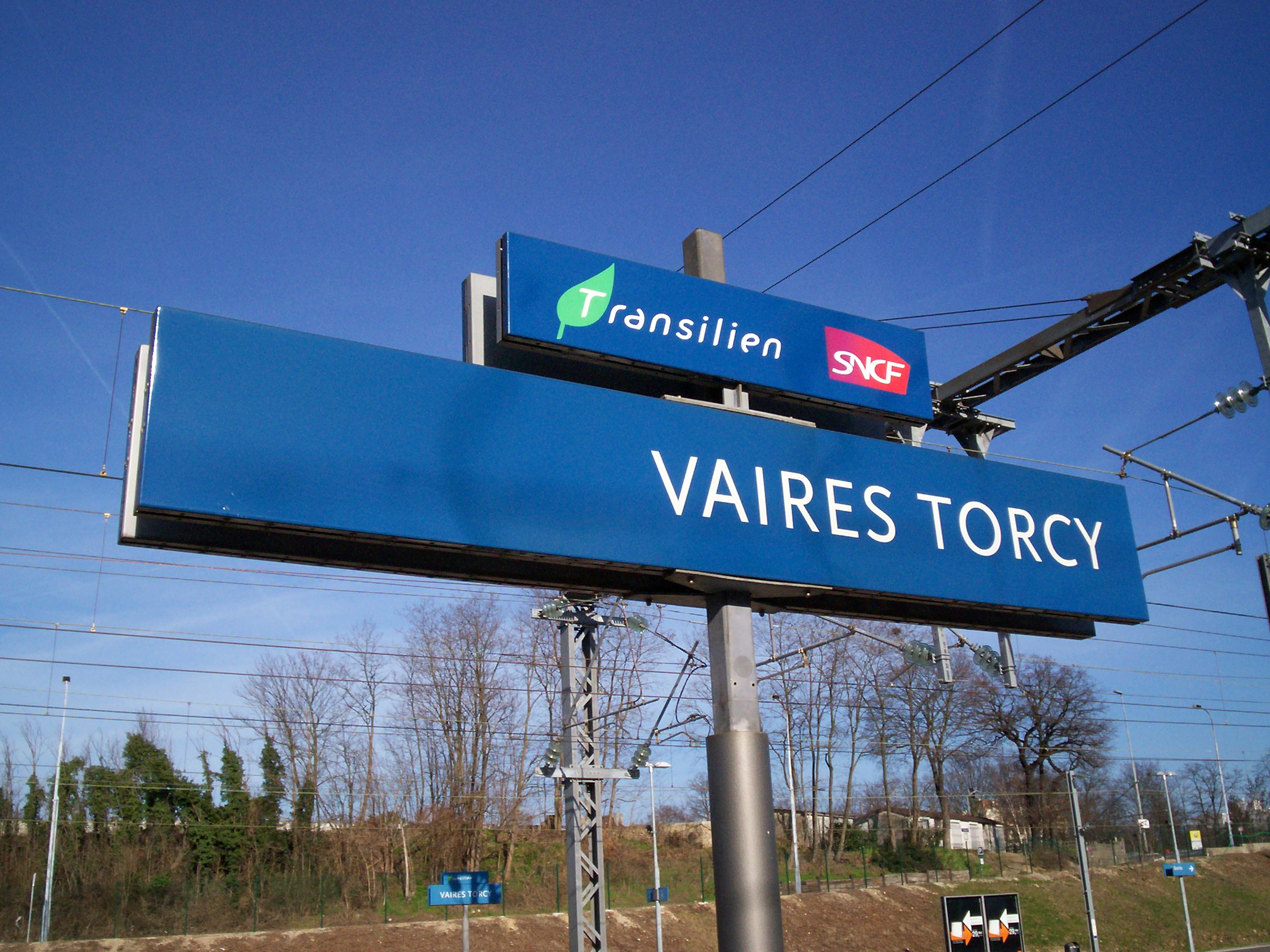
Bord met de naam van het station erop
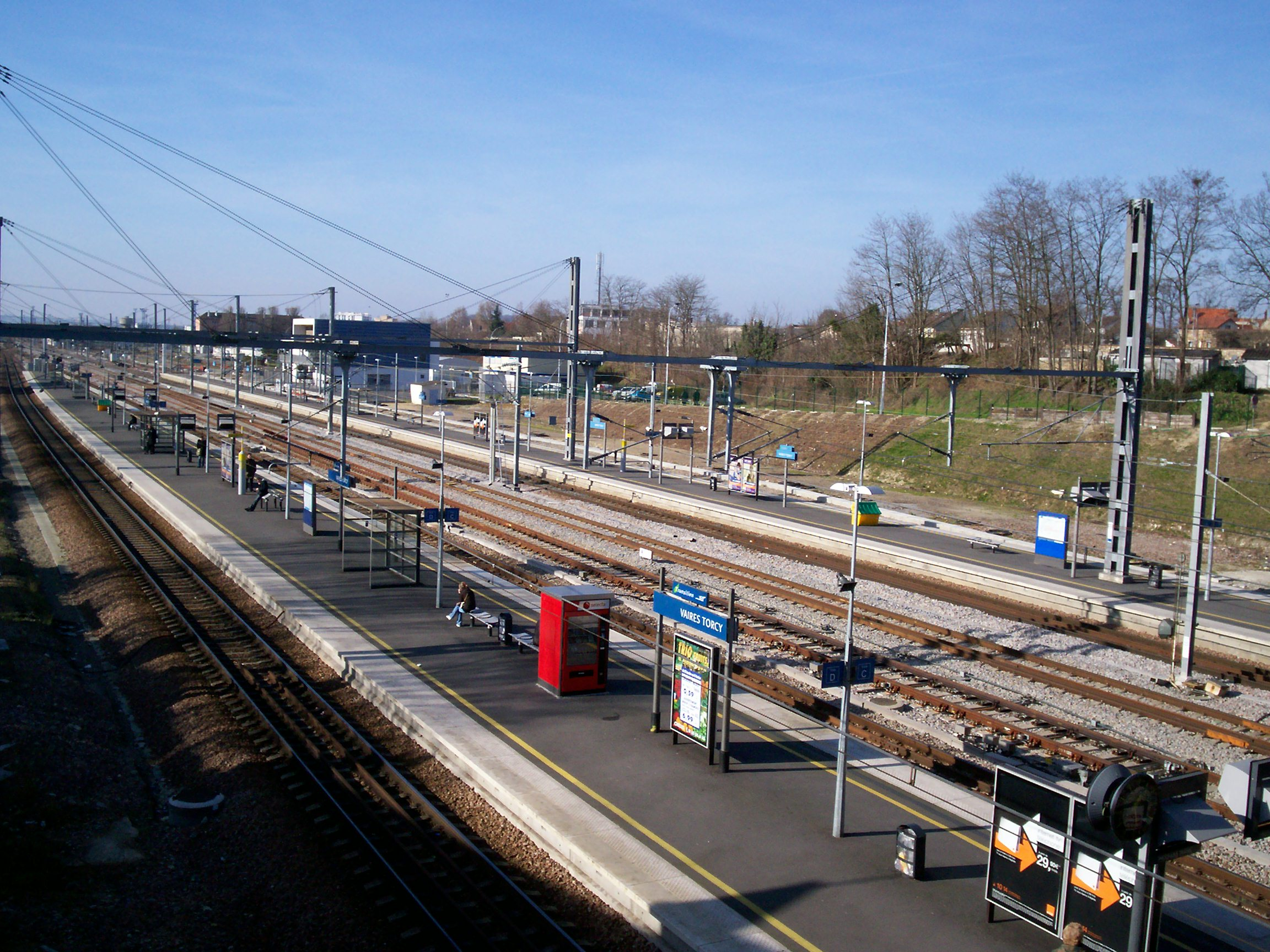
Overzicht van het station
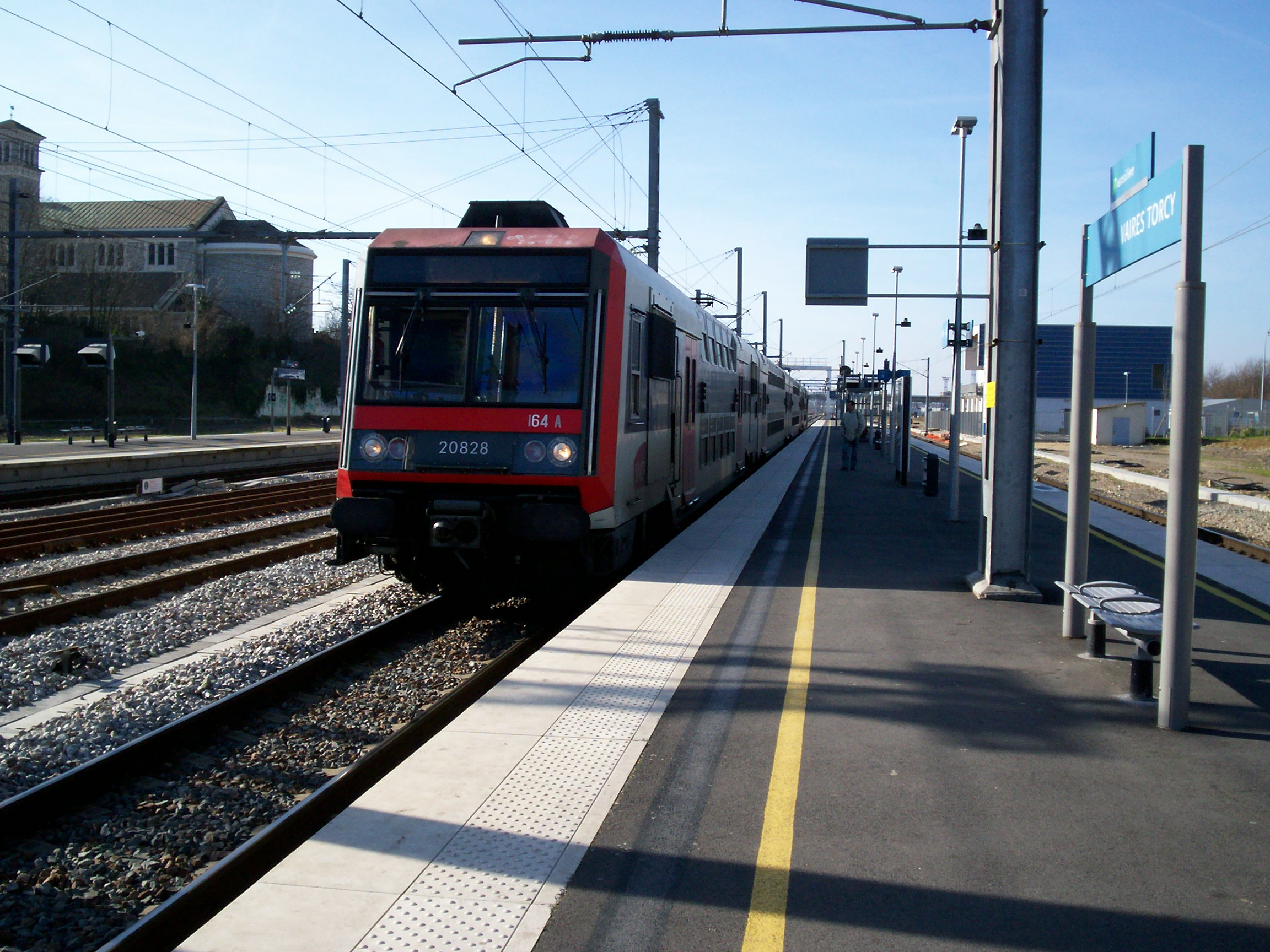
De missie MERI (tegenwoordig MICI) komt aan op het station

## Vorig en volgend station
| Richting  | Vorig station   | Lijn    | Volgend station | Richting |
| --------- | --------------- | ------- | --------------- | -------- |
| Paris-Est | Chelles-Gournay | Trans P | Lagny-Thorigny  | Meaux    |